# Поступальський Ігор Стефанович
І́гор Стефа́нович Поступа́льський (1907—1989) — радянський поет, перекладач, історик літератури.

## З життєпису
Друкуватися почав приблизно 1925 року, в 1928—1929-х друкувалися його вірші й статті в літературно-художніх збірках «Червона панорама» (Ленінград), також у журналі «Різець».
Відомий як один з учнів Костянтина Ціолковського.
Перекладав, зокрема, твори літературного угрупування «Парнас». Один з перших перекладачів творів Рильського російською мовою.
Написав роботи про творчість Валерія Брюсова (1933), про творчий шлях про Давида Бурлюка (1930), Велимира Хлєбникова (1930), спогадів про Мандельштама.
1936 року за наклепом Павла Зенкевича арештовують зі звинуваченням, що входив до складу групи «українських націоналістів-літературних працівників», що займалася антирадянською агітацією. Керівником групи «оголошений» Ігор Поступальський. До групи також нібито входили поет Володимир Нарбут, перекладач Павло Карабан та літературознавець Б. А. Навроцький. Усі вони були засуджені до 5 років позбавлення волі, восени того ж року були на Колимі.
Відбував строк у Колимських таборах, на пересильному таборі «Друга річка» під Владивостоком зустрічався з Осипом Мандельштамом. Звільнений після війни.
Перекладав з української (Микола Зеров), білоруської (Максим Богданович), вірменської (Єгіше Чаренц), французької (Шарль Леконт де Ліль, Артюр Рембо, Поль Валері), італійської (Джозуе Кардуччі), вірші Гумільова — польською. Також писав вірші польською мовою.
Був знайомий з Анною Ахматовою, Осипом Мандельштамом, Бенедиктом Лівшицем. Листувався з Олександром Дейчем, Сергієм Шервінським, Костянтином Паустовським.
У першій половині 1930-х та в 1960-х роках співпрацював з журналом «Новий світ».
У серії «Літературні пам'ятки» (видавництво «Наука») підготував разом з Миколою Балашовим видання Бодлера, Ередіа, Рембо.